# Baby (singel Justina Biebera)
Baby – drugi singel kanadyjskiego piosenkarza Justina Biebera, pochodzący z jego pierwszego albumu studyjnego My World 2.0. Jego producentem jest Tricky Steward i The Dream. Gościnnie w piosence śpiewa Ludacris. Piosenka została wydana 18 i 26 stycznia 2010 w Stanach Zjednoczonych, 29 stycznia w Australii, 22 lutego we Francji i Niemczech (5 marca też w tym kraju) i 7 marca w Wielkiej Brytanii. W serwisie YouTube teledysk do tego utworu został wyświetlony ponad miliard razy.